# David Lynch
David Keith Lynch (20. ledna 1946, Missoula, Montana, USA – 16. ledna 2025, Los Angeles, USA) byl americký filmový režisér, scenárista, producent, malíř, hudebník, skladatel a performer.
Jednalo se o významného představitele postmoderní kinematografie. Byl nominován na Oscara v kategorii nejlepší režie za filmy Sloní muž (1980), Modrý samet (1986) a Mulholland Drive (2001); Sloní muž byl také nominován v kategorii nejlepší scénář. V roce 2019 získal Čestného Oscara za celoživotní přínos kinematografii. Vyhrál hlavní cenu na Filmovém festivalu v Cannes a Benátkách.
Narodil se v presbyteriánské rodině, otec Davida Lynche byl vědec a matka byla v domácnosti. V dětství se jeho rodina často stěhovala a nakonec se usídlila v Boise, v Idahu. Lynchovu tvorbu výrazně ovlivnily návštěvy jeho prarodičů v Bronxu. Léta 1967 se oženil s Margaret Reaveyovou, svojí spolužačkou z umělecké školy. Rok poté se jim narodila dcera Jennifer, která své dětství popisuje jako šťastné, ale zároveň komplikované, protože měla nemoc koňských nohou. Její rodiče byli tehdy velmi mladí, nevyzrálí a finančně nezajištění.
Středoškolské vzdělání získal v Alexandrii, poté studoval malířství v Bostonu. Roku 1965 zahájil studium na Pennsylvania Academy of the Fine Arts ve Filadelfii, ukončil ho o čtyři roky později.
Hlavním záběrem jeho umělecké tvorby byly filmy. Jeho umění je ovlivněno expresionismem a pro jeho specifický styl režie je typická iracionální stavba děje a surrealistická sdělení, díky čemuž jsou jeho projekty vesměs považovány za kontroverzní a těžko stravitelné. Postmodernost Lynchových filmů spočívá v míšení poloh a žánrů, intertextovosti, aluzích na filmová i literární díla předcházejících dekád, orientaci na všechny vrstvy diváctva, sugestivitě a zároveň matení příběhů (propojení krásy s odporností, sentimentality s krutostí). Lynch si často vybíral jako místo děje buď malá americká města (třeba v Modrém sametu či seriálu Městečko Twin Peaks) nebo naopak kalifornské metropole (Lost Highway, Mulholland Drive nebo Inland Empire). Jeho filmy neslaví vždy komerční úspěch, ale u fanoušků se těší až kultovní obliby. Svérázný autor při tvorbě využíval transcendentální meditaci, jíž se věnoval od roku 1973; o dva roky později se setkal s jejím zakladatelem a guruem, Maharišim Mahešem Jógim; v roce 2008 se účastnil i jeho pohřbu. Založil nadaci, která si klade za cíl zavést tuto meditační techniku do škol. V roce 2012 natočil reklamní kampaň na oděvní značku H&M s Lanou Del Rey.
Jeho dcerou je režisérka Jennifer Lynchová.

## Dílo
- Six Figures Getting Sick (1967) – krátkometrážní
- Alphabet (1968) – krátkometrážní
- Babička (The Grandmother, 1970) – krátkometrážní
- Mazací hlava (Eraserhead, 1977) – experimentální filmová prvotina
- Sloní muž (The Elephant Man, 1980) – největší komerční úspěch
- Duna (Dune, 1984) – filmové zpracování slavného románu Franka Herberta
- Modrý samet (The Blue Velvet, 1986)
- Zběsilost v srdci (Wild at Heart, 1990) – oceněno Zlatou palmou na festivalu v Cannes
- Městečko Twin Peaks (1990) – televizní seriál
- Twin Peaks (Twin Peaks: Fire Walk with Me, 1992) – filmový prequel k seriálu
- Lost Highway (1997)
- Příběh Alvina Straighta (The Straight Story, 1999)
- Mulholland Drive (2001)
- Darkened Room (2002) – krátkometrážní
- Rabbits (2002) – minisérie publikovaná na Internetu
- Inland Empire (2006)
- Twin Peaks (2017) – televizní seriál, pokračování seriálu
- Wisteria (2021)